# Худовец
Худове́ц (бел. Худаве́ц, Худава) — озеро в Крупском районе Минской области Белоруссии. Относится к бассейну реки Югна. Располагается в 22 км к северу от города Крупки, в 1,3 км к западу от деревни Худово и в 2 км к северо-востоку от деревни Докучино. Входит в состав гидрологического заказника «Селява».
Площадь поверхности водоёма составляет 0,82 км². Длина — 2,05 км, наибольшая ширина — 0,54 км. Длина береговой линии — 4,81 км. Наибольшая глубина — 6,3 м, средняя — 2,82 м. Объём воды в озере — 2,31 млн м³.
Берега низкие, песчаные, поросшие кустарником, на севере заболоченные. Пойма узкая, болотистая. Мелководье обширное. Дно вдоль берегов песчаное и песчано-илистое, на глубине сапропелистое.
В озеро Худовец впадают четыре ручья. Узкая протока соединяет водоём с заливом в юго-западной части озера Селява.
Озеро умеренно зарастает. Ихтиофауну представляют окунь, плотва, лещ, карась, линь, щука и другие виды рыб. Производится промысловый лов рыбы. Организовано платное любительское рыболовство. Запрещено использование плавсредств с моторами.